# Liste der denkmalgeschützten Objekte in Madunice
Die Liste der denkmalgeschützten Objekte in Madunice enthält die acht nach slowakischen Denkmalschutzvorschriften geschützten Objekte in der Gemeinde Madunice im Okres Hlohovec.

## Denkmäler
| Foto |                 | Denkmal / č. ÚZPF                          | Standort / Konskr. Nr.                             | Offizielle Beschreibung                         | Beschreibung                                                                                              | Metadaten                                                          |
| ---- | --------------- | ------------------------------------------ | -------------------------------------------------- | ----------------------------------------------- | --- | ------------------------------------------------------------------ |
| ja   | Datei hochladen | Denkmal auf Sockel(sk) ObjektID: 203-937/0 | Standort KG: Madunice Konskr.Nr.:                  | Hollý Ján;1785-1849,básnik,národovec            | Ján Hollý, Dichter, Patriot                                                                               | č. NKP: 203-937/0 Stand des NKP: 2012-02-08 Name: POMNÍK SO SOCHOU |
| ja   | Datei hochladen | Kirche(sk) ObjektID: 203-938/0             | Standort KG: Madunice Konskr.Nr.: 7,138            | r.k.Narodenia P.M.;farský kostol Narodenia P.M. | römisch-katholische Pfarrkirche Mariä Geburt                                                              | č. NKP: 203-938/0 Stand des NKP: 2012-02-08 Name: KOSTOL           |
| ja   | Datei hochladen | Fundament(sk) ObjektID: 203-939/1          | Hollého Jána ul. Standort KG: Madunice Konskr.Nr.: | kamenný;                                        | steinern                                                                                                  | č. NKP: 203-939/1 Stand des NKP: 2012-02-08 Name: PODSTAVEC        |
| ja   | Datei hochladen | Statue(sk) ObjektID: 203-939/2             | Hollého Jána ul. Standort KG: Madunice Konskr.Nr.: | sv.Vendelín;socha sv.Vendelína                  | St. Wendelin                                                                                              | č. NKP: 203-939/2 Stand des NKP: 2012-02-08 Name: SOCHA            |
| ja   | Datei hochladen | Gitterzaun(sk) ObjektID: 203-939/3         | Hollého Jána ul. Standort KG: Madunice Konskr.Nr.: | sekundárne osadená mreža                        | mit eingelegtem Sekundärgitter                                                                            | č. NKP: 203-939/3 Stand des NKP: 2012-02-08 Name: MREŽA OHRADNÁ    |
|      | Datei hochladen | Statue Kopie I(sk) ObjektID: 203-939/4     | Hollého Jána ul. KG: Madunice Konskr.Nr.:          | sv.Róchus;kópia podľa foto-orig.nezach.         | St. Rochus, Kopie nach Foto - Original erhalten                                                           | č. NKP: 203-939/4 Stand des NKP: 2012-02-08 Name: SOCHA-KÓPIA I.   |
|      | Datei hochladen | Statue Kopie II(sk) ObjektID: 203-939/5    | Hollého Jána ul. KG: Madunice Konskr.Nr.:          | sv.Florián;kópia podľa foto-orig.nezach.        | St. Florian, Kopie nach Foto - Original erhalten                                                          | č. NKP: 203-939/5 Stand des NKP: 2012-02-08 Name: SOCHA-KÓPIA II.  |
| ja   | Datei hochladen | Gedenkpfarrhof(sk) ObjektID: 203-936/0     | Hollého Jána ul.43 KG: Madunice Konskr.Nr.: 62     | Hollý Ján;1785-1849,básnik                      | für Ján Hollý, Dichter, katholischer Priester, Schriftsteller und Übersetzer, römisch-katholische Pfarrei | č. NKP: 203-936/0 Stand des NKP: 2012-02-08 Name: FARA PAMÄTNÁ     |

## Legende
Die Tabelle enthält im Einzelnen folgende Informationen:
| Foto:                    | Fotografie des Denkmals. |
| Denkmal / č. ÚZPF:       | Die Übersetzung der Bezeichnung des Denkmals, wie sie vom Slowakischen Denkmalamt (Pamiatkový úrad Slovenskej republiky) verwendet wird. Die Originalbezeichnung ist unter dem Fragezeichen angegeben. Fehlt die Übersetzung, so wird die Originalbezeichnung direkt angezeigt. Weiters ist die Objekt-Identifikationsnummer (Objekt ID) angeführt. Sie ist die offizielle, in der Slowakei eindeutige Nummer č. ÚZPF inklusive der zugehörigen Zählnummer, wie sie in den Daten des Denkmalamtes angegeben wird. Da diese nur innerhalb eines Landkreises gezählt wird, ist dessen Nummer der Denkmalnummer vorangestellt. |
| Standort:                | Wenn in der Liste vorhanden, ist die Adresse angegeben. In Klammern kann sich noch eine zusätzliche Adresse befinden, wenn es beispielsweise ein Eckhaus ist. Bei freistehenden Objekten ohne Adresse (zum Beispiel bei Bildstöcken) ist eine Adresse angegeben, die in der Nähe des Objekts liegt. Durch Aufruf des Links Standort wird die Lage des Denkmals in verschiedenen Kartenprojekten angezeigt. Darunter sind die Katastralgemeinde (KG) und, wenn vorhanden, die Konskriptionsnummer (Konskr. Nr.) angegeben.                                                                                                   |
| Offizielle Beschreibung: | Es ist die Kurzbeschreibung auf Slowakisch, wie sie in den offiziellen Listen angegeben ist, eingetragen. |
| Beschreibung:            | Kurze Angaben zum Denkmal auf Deutsch. |
| Metadaten:               | Zusätzlich werden, wenn in den persönlichen Einstellungen das Helferlein Dauerhaftes Einblenden von Metadaten aktiviert ist, ebensolche angezeigt. |

- Karte mit allen Koordinaten:
- OSM |
- WikiMap